# Takagi Taku
Takagi Taku (jap. 高木 卓, wirklicher Name: 安藤 煕, Andō Hiroshi; * 18. Januar 1907 in der Präfektur Tokio; † 28. Dezember 1974) war ein japanischer Literaturwissenschaftler (Germanist), Musikkritiker und Schriftsteller historischer Romane (rekishi shōsetsu). Sein Onkel war der Schriftsteller Kōda Rohan. Seine Tochter ist die Jugendbuchautorin und Texterin Takagi Akiko (* 1940).

## Leben
Taku wurde als Sohn der Violinistin Andō Kō (geborene Kōda), die als erste Frau als Person mit besonderen kulturellen Verdiensten geehrt wurde, und des Anglisten Andō Katsuichirō in Tokio geboren. Er studierte deutsche Literatur an der Kaiserlichen Universität Tokio, die er 1930 abschloss und unterrichtete anschließend an der Mito-Oberschule in Tokiwa und publizierte Romane in der Literaturzeitschrift Sakka Seishin (作家精神). Nachdem er bereits 1936 ein Kandidat für den renommierten Akutagawa-Preis war, wurde er 1940 für seinen Roman Uta to mon no tate (歌と門の盾) über Ōtomo no Yakamochi als Preisträger ausgewählt, lehnte den Preis jedoch ab.
Nach dem Zweiten Weltkrieg unterrichtete er bis zu seiner Emeritierung an der Universität Tokio, danach an der Dokkyō-Universität. Er übersetzte fast das gesamte Opernwerk Richard Wagners ins Japanische. Andō Kō starb 1974 im Alter von 67 Jahren.

## Werke
- 1940 Uta to mon no tate (歌と門の盾)
- 1943 Shōtoku Taishi (聖徳太子)
- 1948 Ningen Rōhan (人間露伴)
- 1951 Murasaki Shikibu (紫式部)
- 1955 Beethoven (ベートーヴェン)
- 1958 Akutagawa Ryūnosuke dokuhon (芥川龍之介読本)
- 1966 Schubert (シューベルト)